# Tinsley Ellis
Tinsley Ellis (Atlanta, 4 giugno 1957) è un cantante, chitarrista e compositore statunitense blues. È cresciuto in South Florida. Secondo Billboard, "nessuno ha pubblicato album blues più costantemente eccellenti di quelli di Tinsley Ellis di Atlanta. Canta come un uomo posseduto e brandisce una chitarra di prima qualità"..

Rolling Stone ha dichiarato:

## Biografia
Il suo amore per il blues elettrico è cresciuto ascoltando band della British Invasion come gli Yardbirds, The Animals, Cream e The Rolling Stones. Ispirato ad un'apparizione dal vivo di B.B. King, si decise a diventare un chitarrista blues. Nel 1975 ha suonato con la Haygood Band mentre frequentava la Emory University vicino ad Atlanta. Due anni dopo, già musicista esperto, è tornato ad Atlanta e si è unito al suo primo gruppo di blues professionista, gli Alley Cats, un gruppo che comprendeva Preston Hubbard di The Fabulous Thunderbirds. Ellis si è laureato alla Emory nel 1979 con una laurea in storia. Nel 1981 ha formato gli Heartfixers, con il cantante e armonicista Chicago Bob Nelson. Il gruppo ha registrato tre album per la piccola etichetta discografica di Landslide, uno con il cantante, Nappy Brown, prima di sciogliersi nel 1988. Lo stesso anno Ellis ha firmato un contratto discografico con la Chicago Alligator Records.
Il suo album di debutto da solista su Alligator Records, Georgia Blue, è stato pubblicato nel 1988. Alligator ha quindi ristampato due dei suoi precedenti CD, Cool On It e Tore Up (con Nappy Brown). Le successive quattro pubblicazioni di Ellis furono Fanning the Flames (1989), Trouble Time (1992), Storm Warning (1994) e Fire It Up (1997). Artisti come Peter Buck (dei R.E.M.), Derek Trucks e Chuck Leavell si unirono a lui nello studio. Ha lavorato con i produttori discografici Eddy Offord e Tom Dowd.
La reputazione e la diffusione delle registrazioni di Ellis hanno continuato a crescere. È apparso su NBC-TV Sports durante la trasmissione delle Olimpiadi del 1996.
Ellis passò alla Capricorn Records nel 2000 e pubblicò Kingpin. Nel 2002 entrò in Telarc Records, producendo due CD: Hell or High Water e The Hard Way. Nel frattempo Ellis non ha mai smesso fare tournée. "Un musicista non è mai diventato famoso rimanendo a casa", dice Ellis. Ellis sostiene di aver suonato dal vivo, almeno una volta, in tutti e 50 gli Stati Uniti.
Tornò alla Alligator Records nel 2005 con l'album dal vivo, Live! Highwayman. Nel 2007 pubblicò l'album in studio Moment of Truth, seguito nel 2009 da Speak No Evil. Ellis continua a girare oltre 150 notti all'anno in tutto il mondo.
Ha condiviso palchi con Warren Haynes, Widespread Panic, The Allman Brothers Band, Stevie Ray Vaughan, Jimmy Thackery, Otis Rush, Willie Dixon, Son Seals, Koko Taylor, Albert Collins and Buddy Guy.
All'inizio del 2013 Ellis ha partecipato al tour "Blues at the Crossroads 2" che ha celebrato la musica di Muddy Waters e Howlin' Wolf. Il tour includeva anche Kim Wilson e gli Fabulous Thunderbirds, James Cotton, Bob Margolin e Jody Williams.
Sempre nel 2013 Ellis ha lanciato la sua etichetta, Heartfixer Music e da allora ha pubblicato diversi album: il tutto strumentale Get It !, Midnight Blue, Tough Love e, nel 2016, Red Clay Soul.
Nel 2014 Ellis è stato ospite nell'album di Eli Cook, Primitive Son.
Nel 2017 Ellis ha lanciato un nuovo progetto collaterale chiamato "Tinsley Ellis Blues Is Dead", in cui interpreta le canzoni blues e R & B registrate da Grateful Dead ed altri artisti dell'era Fillmore.

## Discografia
- 1986 – Cool on It (with the Heartfixers)
- 1988 – Georgia Blue
- 1989 – Fanning the Flames
- 1992 – Trouble Time
- 1994 – Storm Warning
- 1997 – Fire it Up
- 2000 – Kingpin
- 2002 – Hell or High Water
- 2004 – The Hard Way
- 2005 – Live! Highwayman
- 2007 – Moment of Truth
- 2009 – Speak No Evil
- 2013 – Get It!
- 2014 – Midnight Blue
- 2015 – Tough Love
- 2016 – Red Clay Soul
- 2018 – Winning Hand

### Compilation
- 1996 – A Celebration of Blues: The New Breed